# Condado de Bartholomew
O Condado de Bartholomew é um dos 92 condados do estado americano de Indiana. A sede do condado é Columbus, e sua maior cidade é Columbus. O condado possui uma área de 1 060 km² (dos quais 7 km² estão cobertos por água), uma população de 71 435 habitantes, e uma densidade populacional de 68 hab/km² (segundo o censo nacional de 2000). O condado foi fundado em 1821.